# 巴拉·卡特拉宫
23°42′53″N 90°23′43″E / 23.7146°N 90.3952°E
巴拉·卡特拉宫（Bara Katra）是孟加拉国首都达卡的一座历史建筑，系莫卧儿皇帝沙·贾汉的第二子沙舒賈所任命的底万（diwan）米尔·阿布·卡西姆（Mir Abul Qasim）于1644年所建。整座宫殿为一四边环抱的方形建筑，本作为沙舒贾行宫居所建造，但之后被沙舒贾赠予米尔·阿布·卡西姆。后曾用以安寓东方国家商队，作为商队驿站使用，现仅存遗址。是达卡重要的古迹之一。
“巴拉”（বড়）意为“大”，其东约185米处有一座类似的建筑（卡特拉），被称为却达·卡特拉宫，较巴拉·卡特拉宫要小，因此得名（“却达”（ছোট）意为“小”）。

## 相册

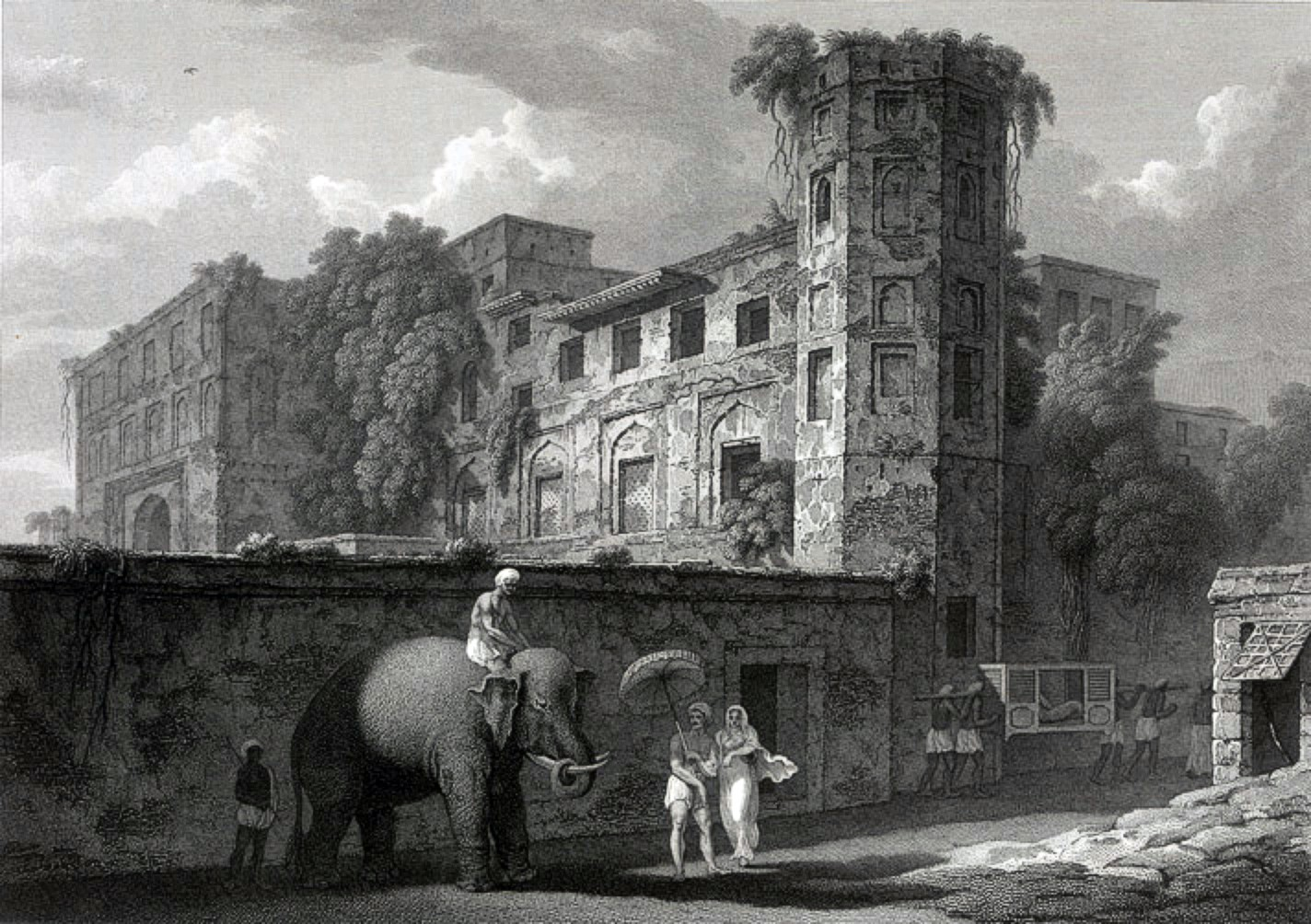
1823年版画上的巴拉·卡特拉宫
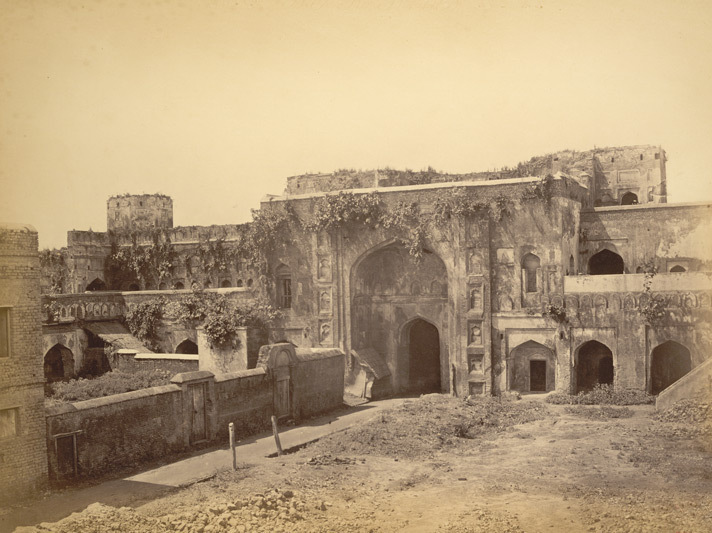
1870年的巴拉·卡特拉宫照片
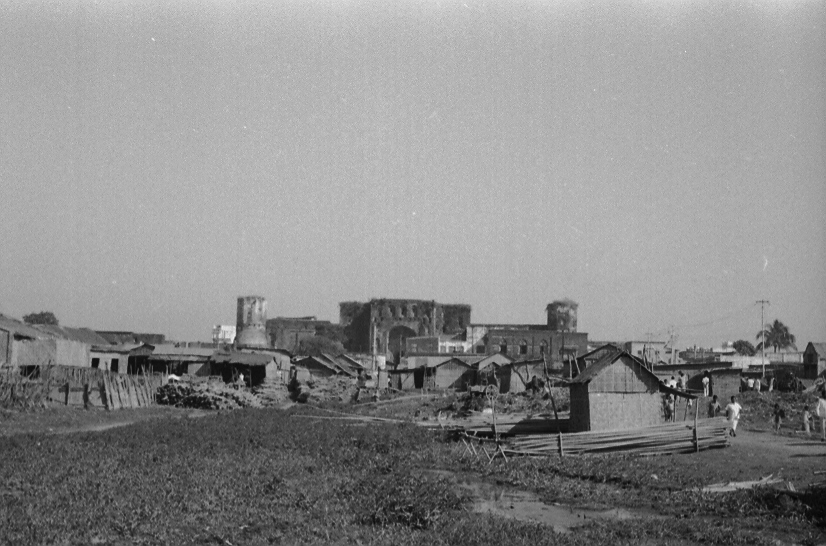
1975年的巴拉·卡特拉宫遗址照片
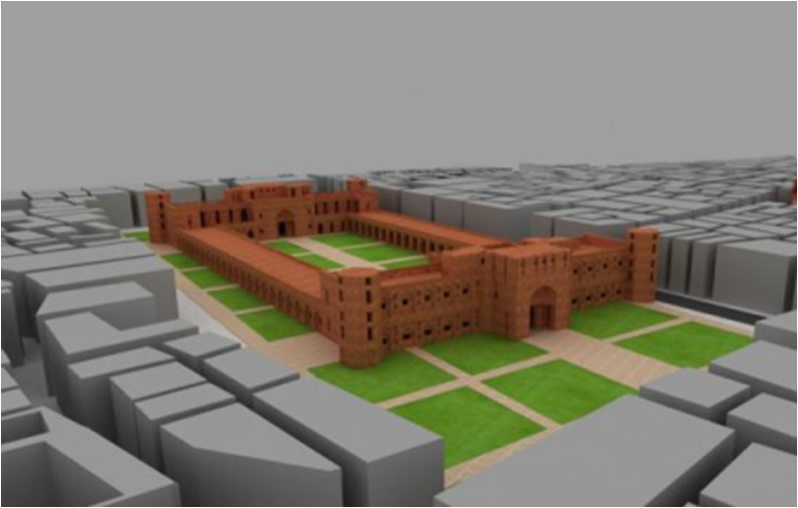
巴拉·卡特拉宫的3D复原模型
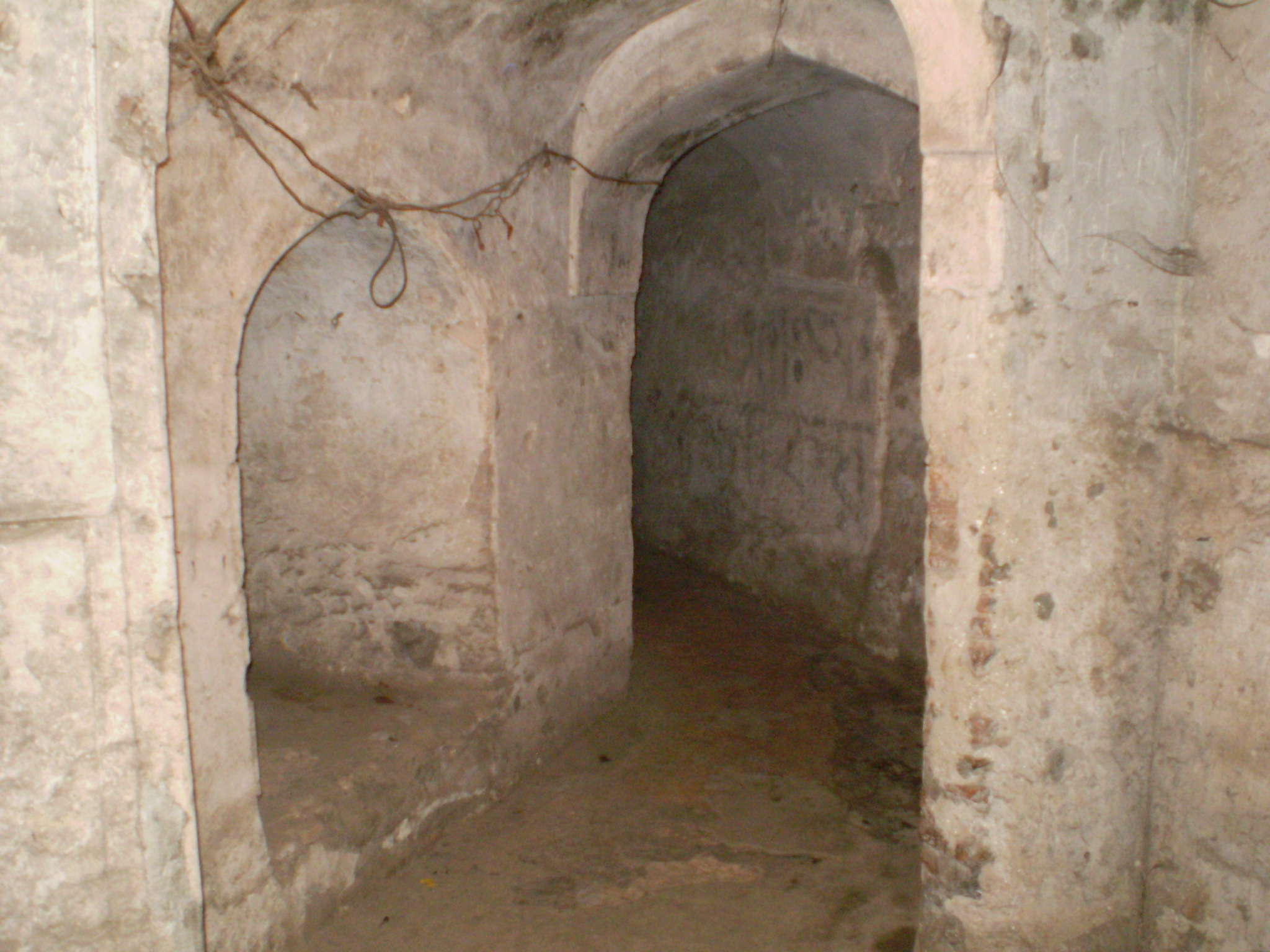
巴拉·卡特拉宫内部一房间照片
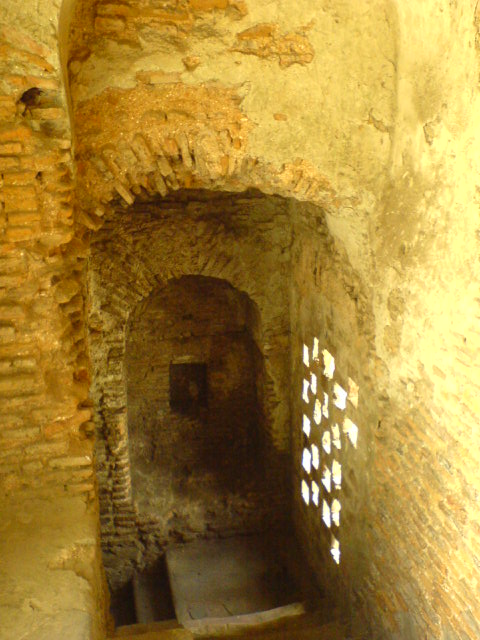
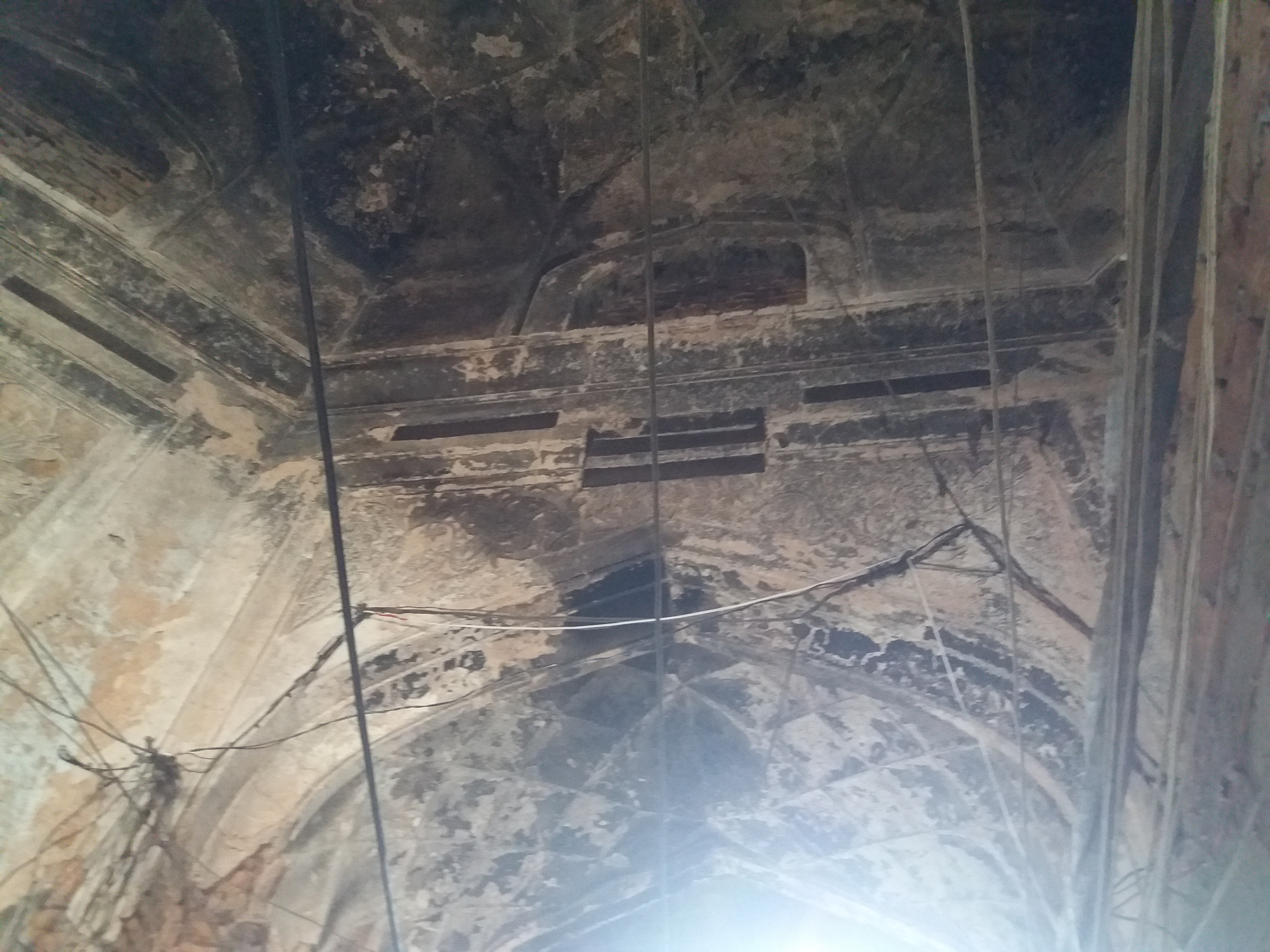
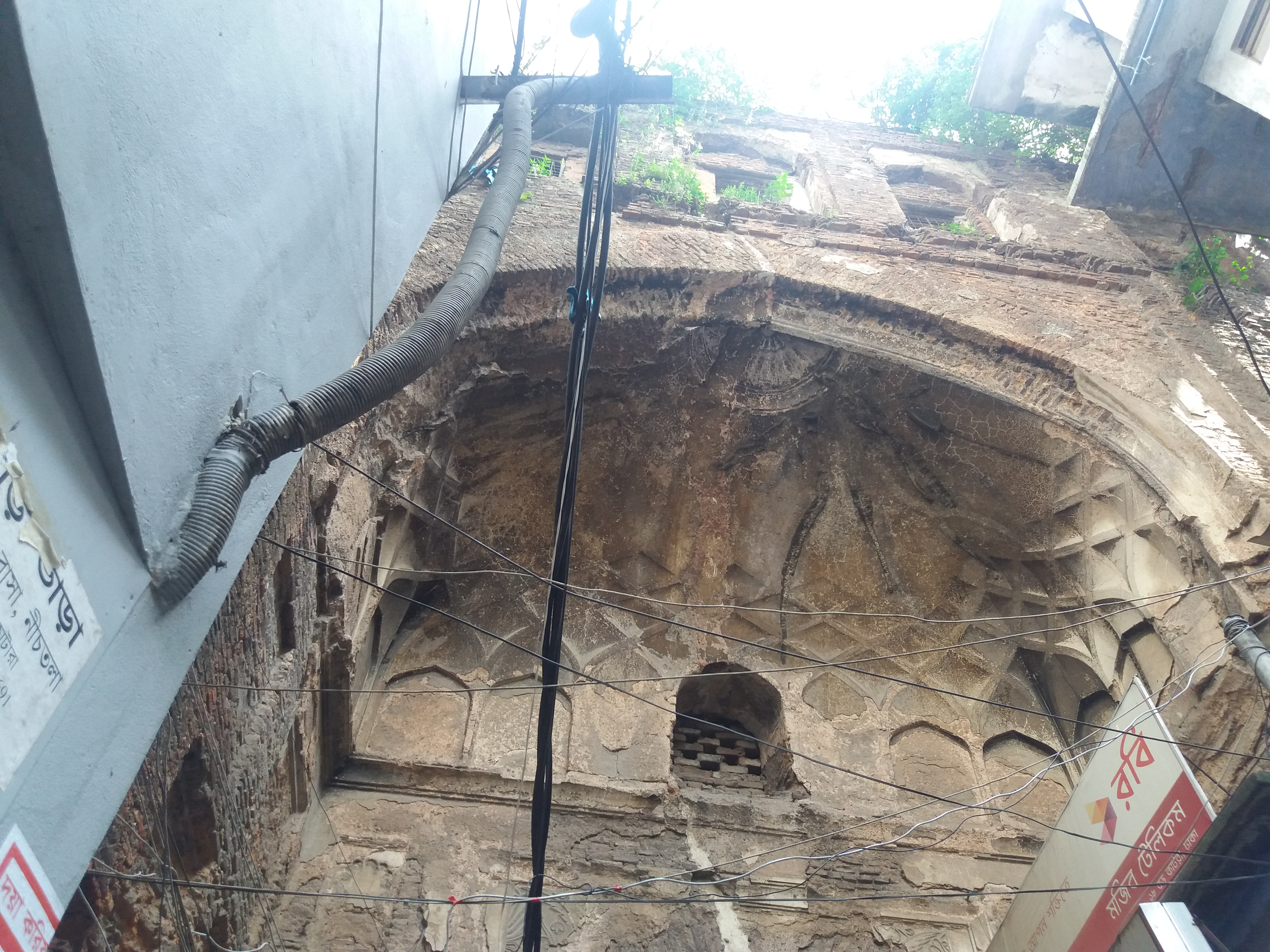
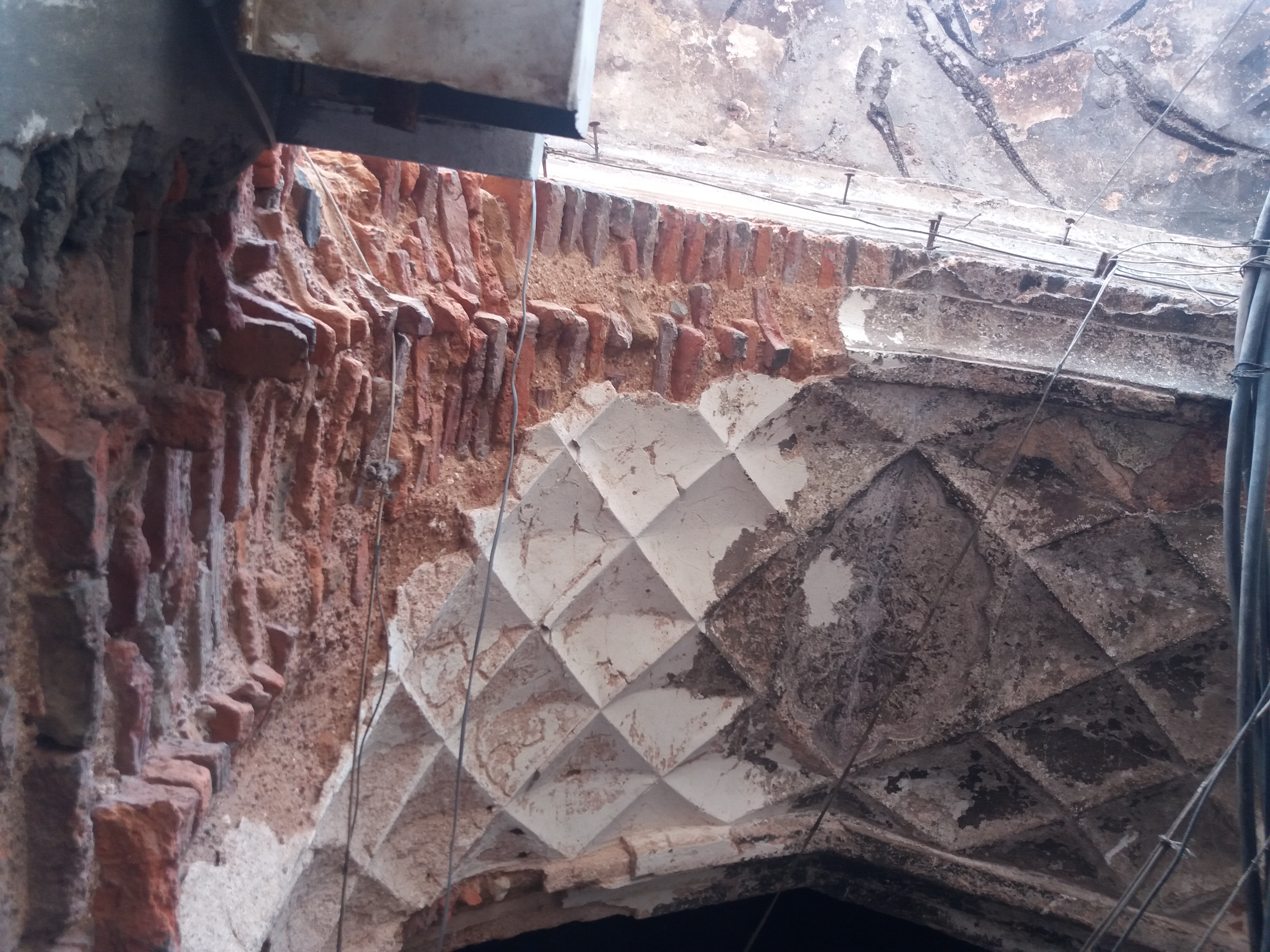
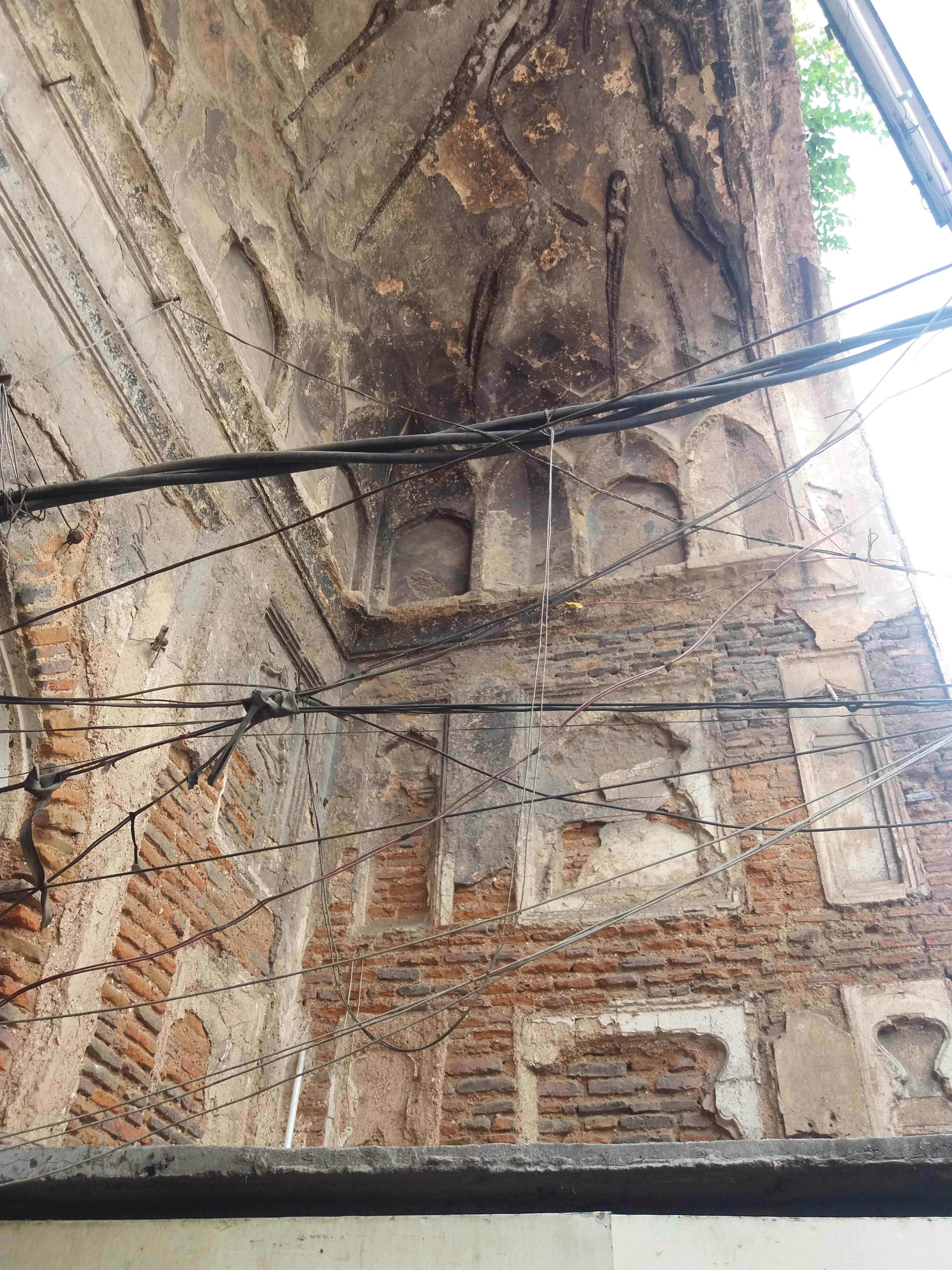
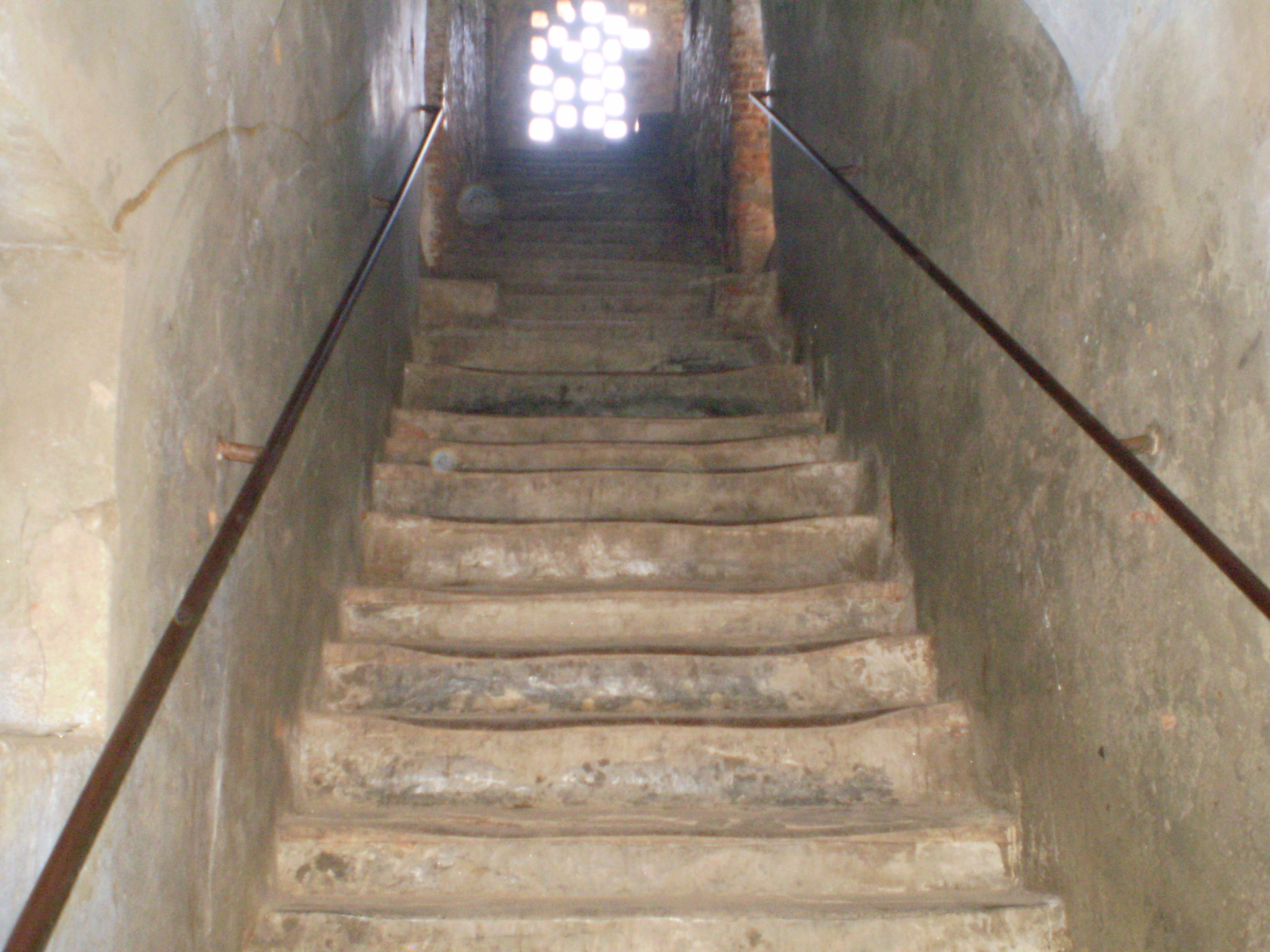